# FC Goa
FC Goa (hindi फुटबॉल क्लब गोवा, ang. Football Club Goa) – indyjski klub piłkarski, mający siedzibę w mieście Porvorim w stanie Goa, w zachodniej części kraju, grający od 2014 w rozgrywkach Indian Super League.

## Historia
Chronologia nazw:
- 2014: Football Club Goa

Klub piłkarski FC Goa został założony w miejscowości Porvorim 26 sierpnia 2014 roku po tym, jak na początku 2014 roku narodowa federacja piłki nożnej w Indiach ogłosiła o powstaniu Indian Super League. 13 kwietnia 2014 roku ogłoszono, że Venugopal Dhoot wraz z Dattaraj Salgaocar i Shrinivas Dempo wygrali przetarg na franczyzę Goa. 15 października tego samego roku klub rozegrał swój pierwszy oficjalny mecz w Superlidze, przegrywając 1:2 z Chennaiyin FC na stadionie piłkarskim Fatorda Stadium w Margao. W inauguracyjnym sezonie 2014 zespół zajął drugą pozycję w tabeli ligowej i awansował do fazy play-off, przegrywając w półfinale. W następnym sezonie wygrał rozgrywki ligowe, ale przegrał w finale play-off. W 2016 nie zdobył miejsca na podium, zajmując ósmą pozycję w tabeli ligowej i nie awansował do fazy play-off. W kolejnym sezonie klub był trzecim w tabeli ligowej, ale przegrał potem w półfinale. W sezonie 2018/19 znów zwyciężył w lidze, ale przegrał w finale play-off. W kolejnych dwóch sezonach dotarł do półfinału play-off. W sezonie 2021/22 był poza czwórką najlepszych drużyn, które potem walczyły o tytuł mistrza.

## Barwy klubowe, strój, herb, hymn
|  |  |  |

Klub ma barwy niebiesko-biało-pomarańczowe. Piłkarze domowe spotkania zazwyczaj grają w pomarańczowych koszulkach, pomarańczowych spodenkach oraz pomarańczowych getrach.

## Sukcesy

### Trofea międzynarodowe
| \| \| Zdobyte trofea w rozgrywkach międzynarodowych (stan na: 31-05-2022) \| |                                                                     |      |          |
| Rozgrywki                                                                    | Osiągnięcie                                                         | Razy | Sezon(y) |
| · Liga Mistrzów AFC                                                          | zdobywca                                                            | 0    |          |
| · Liga Mistrzów AFC                                                          | finalista                                                           | 0    |          |
| · Liga Mistrzów AFC                                                          | 3.miejsce gr.E                                                      | 1    | 2021     |
| Puchar AFC                                                                   | zdobywca                                                            | 0    |          |
| Puchar AFC                                                                   | finalista                                                           | 0    |          |
| Azjatycki Puchar Zdobywców                                                   | zdobywca                                                            | 0    |          |
| Azjatycki Puchar Zdobywców                                                   | finalista                                                           | 0    |          |
| FIFA                                                                         | Zdobyte trofea w rozgrywkach międzynarodowych (stan na: 31-05-2022) |      |          |

### Trofea krajowe
| \| \| Zdobyte trofea w rozgrywkach Indii (stan na: 31-05-2022) \| |                                                          |      |               |
| Rozgrywki                                                         | Osiągnięcie                                              | Razy | Sezon(y)      |
| Mistrzostwo                                                       | I miejsce                                                | 0    |               |
| Mistrzostwo                                                       | II miejsce                                               | 2    | 2015, 2018/19 |
| Mistrzostwo                                                       | III miejsce                                              | 0    |               |
| Puchar                                                            | zdobywca                                                 | 1    | 2019          |
| Puchar                                                            | finalista                                                | 0    |               |
| II liga                                                           | I miejsce                                                | 0    |               |
| II liga                                                           | II miejsce                                               | 0    |               |
| II liga                                                           | III miejsce                                              | 0    |               |
| Indie                                                             | Zdobyte trofea w rozgrywkach Indii (stan na: 31-05-2022) |      |               |

- Durand Cup:
  - zdobywca (1): 2021

## Struktura klubu

### Stadion
Klub piłkarski rozgrywa swoje mecze domowe na stadionie Fatorda Stadium w Margao, który może pomieścić 19.000 widzów.

## Rywalizacja z innymi klubami

### Derby
- Mumbai City FC
- Bengaluru FC